# Joanna Wiszniewska-Domańska
Joanna Krystyna Wiszniewska-Domańska (ur. 1946 w Łodzi) – polska graficzka, rysowniczka.

## Życiorys
Joanna Wiszniewska-Domańska w 1972 uzyskała dyplom Państwowej Wyższej Szkoły Sztuk Plastycznych w Łodzi w pracowni Stanisława Fijałkowskiego. W 2001 na podstawie pracy Wystawa prac rysunkowych i graficznych otrzymała doktorat w zakresie grafiki na Akademii Sztuk Pięknych w Poznaniu. Tamże habilitowała się w 2005, przedstawiwszy dzieło „Alchemia podróży”. Wystawa grafiki i rysunku. W 2022 otrzymała tytuł profesora sztuki w dyscyplinie sztuki plastyczne i konserwacja dzieł sztuki.
Zawodowo była związana z Wyższą Szkołą Sztuki i Projektowania w Łodzi.
Zaprezentowała ok. 30 wystaw indywidualnych i kilkadziesiąt zbiorowych. Jej prace znajdują się między innymi w Bibliotece Narodowej w Warszawie i Muzeum Sztuki w Łodzi.